# Kamal Joumblatt
Pour les autres membres de la famille, voir Famille Joumblatt.
 (juin 2009).
Si vous disposez d'ouvrages ou d'articles de référence ou si vous connaissez des sites web de qualité traitant du thème abordé ici, merci de compléter l'article en donnant les références utiles à sa vérifiabilité et en les liant à la section « Notes et références ».

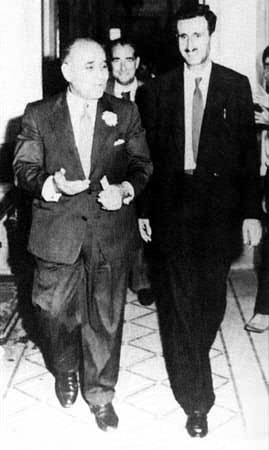
Kamal Joumblatt (à droite)

Kamal Joumblatt (كمال جنبلاط), né le 6 décembre 1917 et mort le 16 mars 1977, est un homme politique libanais, fondateur du Parti socialiste progressiste (PSP), dirigeant druze libanais. Il est le père de Walid Joumblatt.

## Jeunesse
Kamal Joumblatt est né en 1917 à Mukhtara dans le Chouf. La famille Joumblatt bénéficie d'un prestige important dans la communauté druze. Son père, Fouad Joumblatt a été assassiné le 6 août 1921. Après la mort de son père, c'est sa mère, Nazira qui reprendra le flambeau. Elle jouera un rôle politique important dans le pays.
En 1926, Kamal Joumblatt entre dans une école chrétienne où il achève ses études élémentaires, en 1928. Au lycée, il étudie le français, l'arabe, les sciences et la littérature. Il est diplômé de ce lycée en 1936. Il obtient un diplôme en philosophie un an plus tard, en 1937. Il part alors pour Paris où il rejoint la faculté des arts de la Sorbonne. Il étudie également la psychologie, l'éducation civique et la sociologie.
Il retourne en 1939 au Liban, où il continue ses études à l'université Saint-Joseph de Beyrouth. Il y obtient un diplôme de droit en 1945.
Il se marie le 1er mai 1948 avec May Arslan (décédée en 2013), fille de l'émir druze Chekib Arslan. Ils n'ont qu'un seul fils, Walid Joumblatt.

## Carrière politique
Kamal Joumblatt travaille comme avocat de 1941 à 1942, et devient avocat officiel d'État pour le gouvernement libanais. Kamal fait son apparition sur la scène politique en 1943 après la mort d'Hikmat Joumblatt. Il est élu député du mont Liban en septembre 1943. Il y rejoint le Parti du bloc constitutionnel, le parti du président Béchara el-Khoury. En 1946, il devient ministre de l'Économie, de l'Agriculture et des Affaires sociales.
En 1947, il est élu pour la deuxième fois député au parlement libanais, mais il préfère démissionner en accusant le gouvernement d'avoir truqué les élections législatives. Il a également protesté contre le président Khoury qu'il accusait d'être corrompu et trop autoritaire.
Kamal Joumblatt crée le Parti socialiste progressiste (PSP) le 17 mars 1949, la Constitution du parti est votée le 1er mai 1949. Le PSP est un parti politique libanais, socialiste et séculier, opposé au caractère confessionnel de la politique libanaise.
Joumblatt réunit en mai 1951 à Beyrouth la première convention des partis arabes socialistes. La même année il est réélu pour la troisième fois député du mont Liban.
En août 1952, il organise une conférence à Deir-el-Qamar au nom du Front socialiste national. C'est sous les pressions de Joumblatt mais aussi celles d'Emile Boustany, Camille Chamoun, Pierre Eddé et Hamid Frangié (frère du futur président Soleiman Frangié) que le président Bechara El Khoury décide de démissionner le 19 septembre 1952. Le général Fouad Chéhab, chef de l'armée, prend provisoirement le pouvoir en attendant de le remettre au nouveau président élu régulièrement : Camille Chamoun.

## La révolte de 1958
En 1953, Joumblatt est réélu pour la quatrième fois député. Il fonde le Front socialiste populaire la même année. C'est par ce parti que les libanais s'opposent au président pro-occidental Camille Chamoun qui a suivi une politique étrangère pro-américaine et pro-britannique. Il a donné son accord à la création du Pacte de Bagdad, qui a été vu par les nationalistes arabes comme un outil pour les puissances occidentales pour contrôler les pays arabes du Moyen-Orient.
Après l'éclatement de la guerre de Suez, Joumblatt soutient Nasser et l'Égypte, tandis que Camille Chamoun et une partie de l'élite chrétienne maronite soutenait l'invasion du pays par Israël, la France et le Royaume-Uni. Certains disent que cette divergence politique va conduire à des violences confessionnelles au Liban.
En 1957, Joumblatt perd pour la première fois les élections législatives, battu par un membre éminent de la famille Hamadé, adversaire héréditaire des Joumblatt.
Deux ans plus tard, il prend la tête d'un soulèvement politique important contre le président Chamoun, soulèvement marqué par des combats de rue et des attaques contre les forces de l'ordre. Derrière des airs pacifiques, Joumblatt provoque la révolte.[réf. nécessaire]Les révoltés voulaient que le Liban fasse partie de la République arabe unie, récemment formé par l'Égypte de Nasser et la Syrie. Mais le président Chamoun invoque le « pacte Eisenhower » qui autorise les États-Unis à envoyer les marines. C'est Fouad Chéhab qui, profitant du calme relatif octroyé par l'intervention américaine, sera élu dans les règles président de la République. Il ramènera habilement, et dans le consensus, la paix dans le pays.

## Unité de l'opposition

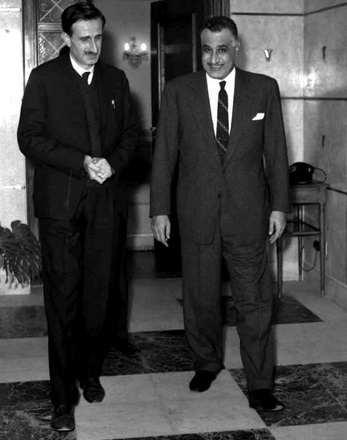
Kamal Joumblatt et Gamal Abdel Nasser en 1966.

Joumblatt a présidé en 1960, la conférence des peuples afro-asiatiques, et a fondé la même année le Front de lutte nationale (FLN), un mouvement dont faisaient partie beaucoup de députés nationalistes. La même année, il est réélu député, et le FLN gagne onze sièges au sein du gouvernement libanais.
Il devient ministre pour la deuxième fois, de 1960 à 1961, ministre de l'éducation nationale et ministre du travail à partir de 1961. De 1961 à 1964, il est ministre de l'intérieur.
Le 8 mai 1964, il est élu député pour la sixième fois. En 1965, il rejoint les nationalistes arabes et des politiciens progressistes pour créer le Front des personnalités nationalistes.
En 1966, il est nommé ministre du travail et des PTT, sous la présidence de Charles Hélou (maronite). Il représente le Liban au congrès de solidarité afro-asiatique et préside en 1966 une délégation parlementaire en visite officielle en République populaire de Chine.
Pour des raisons idéologiques il a soutenu le combat des palestiniens contre Israël, mais il a également recueilli le soutien des palestiniens vivant dans des camps de réfugiés au Liban.
La présence au Liban de centaines de milliers de réfugiés palestiniens a irrité beaucoup de partis chrétiens, mais Joumblatt a travaillé avec eux pour établir un noyau dur de l'opposition qui étaient réunis autour de slogans nationalistes arabes.
Exigeant un nouvel ordre libanais basé sur le sécularisme, le socialisme, l'arabisme et sur une abolition du système politique confessionnel, Joumblatt réunit dans son mouvement des sunnites, des chiites, des druzes et des chrétiens de gauche dans un mouvement d'opposition encore embryonnaire.

## Vers la guerre civile
Le 9 mai 1968, il est réélu député pour la septième fois. En 1970, il est de nouveau nommé ministre de l'intérieur. Il légalise le Parti communiste libanais, et le Parti social nationaliste syrien. En 1972, l'Union soviétique lui remet le prix Lénine pour la paix. La même année, il est réélu pour la huitième fois député. L'année suivante, il est élu à l'unanimité comme secrétaire-général du Front arabe, un mouvement qui supporte la révolution palestinienne.
Dans les années 1970, la communauté maronite est alors la principale bénéficiaire du système confessionnel libanais. Kamal et d'autres dirigeants musulmans se sentent sous-représentés, voire exclus par ce système. Les forces d'opposition demandent une meilleure représentation des autres communautés dans l'appareil gouvernemental tout en souhaitant un engagement libanais plus fort dans le monde arabe.
L'opposition, et leurs adversaires principalement chrétiens constituent des milices armées. Joumblatt lui-même organise le PSP en une milice armée, il fait de son parti, le mouvement le plus important du Mouvement national libanais. C'est une coalition de gauche exigeant l'abandon du confessionnalisme et des quotas. Le MNL est rejoint par des palestiniens, et a de bonne relation avec l'OLP d'Arafat.

## La guerre civile
En 1975, au début de la guerre libanaise, Kamal Joumblatt est un des principaux membres d'une coalition de partis dite palestino-progressiste.
En août 1975, il établit un programme politique pour mettre fin au confessionnalisme au Liban, tout en remettant en cause la légitimité du gouvernement libanais. Il se radicalise contre les chrétiens pendant cette période et déclare « Nous massacrerons un tiers des chrétiens, nous obligerons l'autre tiers à fuir et le dernier à se soumettre ».
De 1975 à 1976, Joumblatt contrôle avec l'aide de l'OLP 70 % du Liban. Il s'oppose à l'intervention de la Syrie en 1976, alors alliée au camp maronite.

## Assassinat
Le 16 mars 1977, Kamal Joumblatt est assassiné à cent mètres d'un point de contrôle syrien, vraisemblablement sur ordre de la Syrie. Les soupçons se portent principalement sur le Parti social nationaliste syrien et sur le Baath. Son fils Walid Joumblatt prend alors sa place. En 2005, Walid Joumblatt accuse les services secrets syriens d'avoir assassiné son père après près de trente années d'alliance contrainte avec eux.
En juin 2005, George Hawi, secrétaire-général du Parti communiste et compagnon de guerre de Walid Joumblatt, accuse sur Al Jazeera la Syrie et plus particulièrement Rifaat al-Assad, frère de Hafez el Assad, d'être à l'origine de l'assassinat de Kamal Joumblatt.